# Bryum lamprostegum
Bryum lamprostegum är en bladmossart som beskrevs av C. Müller 1853. Bryum lamprostegum ingår i släktet bryummossor, och familjen Bryaceae. Inga underarter finns listade i Catalogue of Life.